# Storhjärna
Storhjärnan (även cerebrum eller telencephalon) är en del av hjärnan och därmed det centrala nervsystemet hos ryggradsdjur. Endast hos de större däggdjuren dominerar den storleksmässigt och gör skäl för benämningen storhjärna.
Hos människan upptar storhjärnan 90 procent av hjärnvolymen, och det är detta som ger människan en förmåga till abstrakt tänkande som skiljer sig från övriga djur. Här finns intellekt, konstnärlighet och abstrakt språk. Detta finns lagrat i storhjärnans yttersta lager, i hjärnbarken (cortex). Barken är omkring tre till fem millimeter tjock och den är kraftigt veckad så att dess yta (1,5 m²) får plats under skallbenen. Barken består av grå substans och under denna finns vit substans. Djupt inuti storhjärnan finns även inslag av grå substans, bland annat de basala ganglierna. Förenklat är grå substans cellkärnor medan den vita substansen är utskott som omges av en särskilt form av fett, myelin. 
Storhjärnans bark indelas i lober: pannlob, hjässlob, nacklob, tinninglob och enligt många auktoriteter insula. Inom dessa lober finns olika hjärncentrum (syn-, hörsel-, luktcentrum med flera). De vita området mellan centrumen kallas för associationsområde, och här finns inlärningen och tankeverksamheten lagrade. Fårorna i storhjärnan är av central betydelse; den största fåran kallas centralfåran. Området omedelbart framför centralfåran är ett motoriskt centrum (här finns de medvetna kroppsrörelserna) och i området omedelbart bakom finns ett sensoriskt centrum (för känselimpulser). 
De två hjärnhalvorna (hemisfärerna) förbinds av hjärnbalken, och denna förbindelse är mycket viktig för att överföra information mellan hjärnhalvorna och därmed för att individen skall fungera optimalt. 
Tidigare försökte man ofta bota särskilt epilepsi genom att kirurgiskt avlägsna hela eller delar av hjärnbalken (kallosotomi, efter strukturens latinska namn corpus callosum). I dag används metoden endast vid livshotande epilepsi där medicinering ej fungerat. Ett annat ingrepp är lobotomi, som innebär att kapa nervtrådar i frontalloben. Metoden användes mot schizofreni, men har både tveksam effekt och kraftiga biverkningar, vilket har lett till att metoden på goda grunder diskrediterats.

## Delar av storhjärnan
- Limbiska systemet
- Hjärnbarken eller cerebrala cortex
- Basala ganglierna
- Corpus striatum
- Luktloben (olfactory bulb)